# Francisca Perales
Francisca Perales Flores (Viña del Mar, 10 de enero de 1985) es una ingeniera civil bioquímica y política chilena, integrante del partido Frente Amplio. Desde el 11 de marzo de 2022 y hasta el 16 de agosto de 2023, se desempeñó como subsecretaria de Servicios Sociales de su país bajo el gobierno del presidente Gabriel Boric, para luego ejercer como subsecretaria de Desarrollo Regional y Administrativo de Chile (SUBDERE).

## Estudios y carrera profesional
Nació el 10 de enero de 1985, en la ciudad chilena de Viña del Mar. Realizó sus estudios superiores en la carrera de ingeniería civil bioquímica, en la Pontificia Universidad Católica de Valparaíso (PUCV).
Ha ejercido su profesión en el sector público y privado, desempeñándose como ingeniera de proyectos en el Centro Regional de Estudios en Alimentos y Salud (CREAS), donde ejerció en el área de análisis sensorial y desarrollo de nuevos productos.

## Carrera política
Políticamente, fue dirigenta estudiantil y vicepresidenta de la mesa interina de la Federación de Estudiantes de la Pontificia Universidad Católica de Valparaíso (FEPUCV), cargo desde el que lideró los trabajos voluntarios en el sector alto de los cerros Placeres y Rodelillo, tras un incendio que arrasó con 284 casas de Valparaíso.
Durante 2016 se desempeñó como jefa del Departamento de Desarrollo Comunal, de la Dirección de Desarrollo Comunitario (Dideco) de la Municipalidad de Valparaíso en el primer mandato del alcalde de esa comuna Jorge Sharp, destacando en su gestión la reactivación de las juntas vecinales. Asimismo, también se desempeñó en dicho municipio como profesional del Departamento de Finanzas.
Entre 2017 y 2018 integró la dirección regional del Movimiento Autonomista (MA), desempeñando un rol importante en la fusión junto a otras colectividades para la fundación de Convergencia Social (CS), partido del que fue vicepresidenta entre 2019 y 2022, luego de ser reelegida en 2020.
Como militante de CS, ha participado de instancias como el «Frente Feminista» y fue una de las fundadoras de la iniciativa "Abrecaminos". En febrero de 2022 fue designada por el entonces presidente electo Gabriel Boric, como titular de la Subsecretaría de Servicios Sociales en el Ministerio de Desarrollo Social y Familia, función que asumió el 11 de marzo de dicho año, con el inicio formal de la administración. En agosto de 2023, asume el cargo de Subsecretaria de Desarrollo Regional y Administrativo de Chile, en el Ministerio del Interior y Seguridad Pública.